# Bréziers
Ne doit pas être confondu avec Béziers.
Bréziers est une commune française située dans le département des Hautes-Alpes, en région Provence-Alpes-Côte d'Azur.
Ses habitants sont appelés les Breziérois.

## Géographie

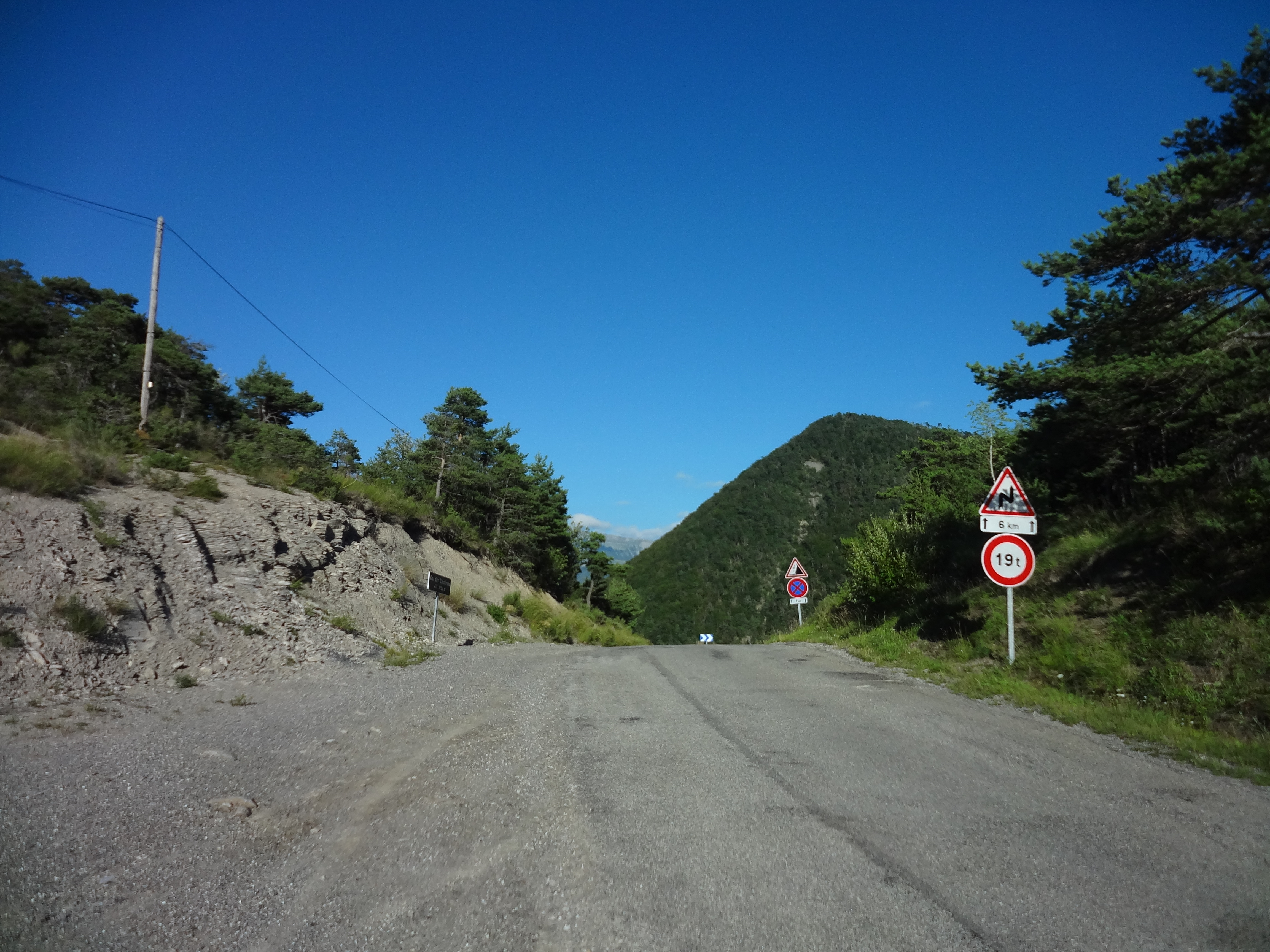
Col des Garcinets (1185 m selon l'IGN, le panneau indique 1250 m).

Bréziers est située à 47 km de Sisteron.
| Rochebrune | Espinasses | La Bréole              |
| Gigors     | Bréziers   |                        |
|            | Turriers   | Saint-Martin-lès-Seyne |

### Géologie
Lors des deux dernières grandes glaciations, la glaciation de Riss et la glaciation de Würm, la commune est presque entièrement recouverte par le glacier de la Durance. Seule la crête de la Montagne de Seymuit dépasse des glaces.

### Hydrographie
Le sud est l'ouest[Quoi ?] de la commune sont arrosés par le torrent de Clapouse.

### Climat
Pour des articles plus généraux, voir Climat de Provence-Alpes-Côte d'Azur et Climat des Hautes-Alpes.
En 2010, le climat de la commune est de type climat méditerranéen altéré, selon une étude du Centre national de la recherche scientifique s'appuyant sur une série de données couvrant la période 1971-2000. En 2020, Météo-France publie une typologie des climats de la France métropolitaine dans laquelle la commune est exposée à un climat de montagne ou de marges de montagne et est dans la région climatique Alpes du sud, caractérisée par une pluviométrie annuelle de 850 à 1 000 mm, minimale en été.
Pour la période 1971-2000, la température annuelle moyenne est de 9,6 °C, avec une amplitude thermique annuelle de 17,7 °C. Le cumul annuel moyen de précipitations est de 929 mm, avec 6,9 jours de précipitations en janvier et 5,6 jours en juillet. Pour la période 1991-2020, la température moyenne annuelle observée sur la station météorologique de Météo-France la plus proche, « Turriers », sur la commune de Turriers à 4 km à vol d'oiseau, est de 10,6 °C et le cumul annuel moyen de précipitations est de 795,7 mm. 
La température maximale relevée sur cette station est de 40 °C, atteinte le 23 août 2023 ; la température minimale est de −17 °C, atteinte le 1er février 2010,,.
Les paramètres climatiques de la commune ont été estimés pour le milieu du siècle (2041-2070) selon différents scénarios d'émission de gaz à effet de serre à partir des nouvelles projections climatiques de référence DRIAS-2020. Ils sont consultables sur un site dédié publié par Météo-France en novembre 2022.

### Voies de communications et transports
La commune est accessible par la route départementale 951 depuis Sisteron, La Motte-du-Caire, ou encore Gap.

## Urbanisme

### Typologie
Au 1er janvier 2024, Bréziers est catégorisée commune rurale à habitat dispersé, selon la nouvelle grille communale de densité à 7 niveaux définie par l'Insee en 2022.
Elle est située hors unité urbaine. Par ailleurs la commune fait partie de l'aire d'attraction de Gap, dont elle est une commune de la couronne,. Cette aire, qui regroupe 73 communes, est catégorisée dans les aires de 50 000 à moins de 200 000 habitants,.

### Occupation des sols
L'occupation des sols de la commune, telle qu'elle ressort de la base de données européenne d’occupation biophysique des sols Corine Land Cover (CLC), est marquée par l'importance des forêts et milieux semi-naturels (77,6 % en 2018), en diminution par rapport à 1990 (79 %). La répartition détaillée en 2018 est la suivante : 
forêts (42 %), espaces ouverts, sans ou avec peu de végétation (22,7 %), zones agricoles hétérogènes (20,9 %), milieux à végétation arbustive et/ou herbacée (12,9 %), prairies (1,5 %).
L'évolution de l’occupation des sols de la commune et de ses infrastructures peut être observée sur les différentes représentations cartographiques du territoire : la carte de Cassini (XVIIIe siècle), la carte d'état-major (1820-1866) et les cartes ou photos aériennes de l'IGN pour la période actuelle (1950 à aujourd'hui).

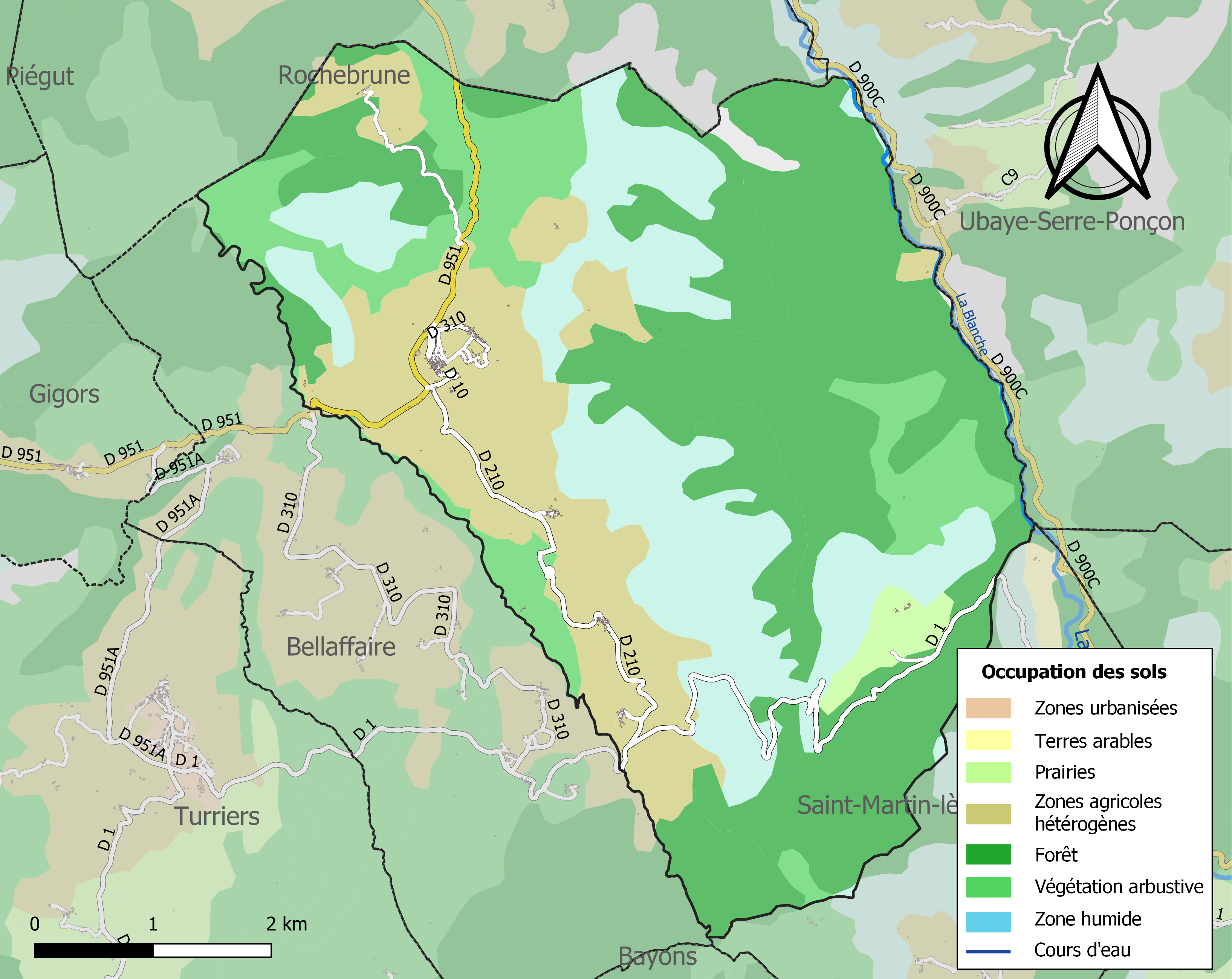
Carte de l'occupation des sols de la commune en 2018 (CLC).

## Toponymie
Ce toponyme se retrouve attesté dans le cartulaire du prieuré de Saint Benisius en l'an 1055 avec un ad Castrum Broius Citius supra rupe hogis qui signalerait le village et habitat primitif du côté de Rouchasson.
En provençal haut-alpin, c'est Brezièrs et, en français, ce toponyme est devenu Bréziers.
Dans ce toponyme, nous retrouvons Bro, mot celtique signifiant pays ou terroir.

## Politique et administration

### Liste des maires
| Période                                  | Période   | Identité               | Étiquette | Qualité      |
| ---------------------------------------- | --------- | ---------------------- | --------- | ------------ |
| Les données manquantes sont à compléter. |           |                        |           |              |
| ?                                        | 1937      | François Étienne Davin |           | Propriétaire |
| avant 1988                               | mars 2008 | Marc Borelly           |           |              |
| mars 2008                                | mars 2014 | Michel Budin           |           |              |
| avril 2014                               | En cours  | Rolland Arnaud,        |           | Ancien cadre |

Les services de la mairie ne sont ouverts au public que 2 jours par semaine.

### Intercommunalité
Bréziers fait partie:
- de 1995 à 2017, de la communauté de communes du Pays de Serre-Ponçon ;
- À partir du 1er janvier 2017, de la communauté de communes Serre-Ponçon Val d'Avance[18].

## Population et société

### Démographie
L'évolution du nombre d'habitants est connue à travers les recensements de la population effectués dans la commune depuis 1793. Pour les communes de moins de 10 000 habitants, une enquête de recensement portant sur toute la population est réalisée tous les cinq ans, les populations de référence des années intermédiaires étant quant à elles estimées par interpolation ou extrapolation. Pour la commune, le premier recensement exhaustif entrant dans le cadre du nouveau dispositif a été réalisé en 2007.

En 2022, la commune comptait 236 habitants, en évolution de +7,27 % par rapport à 2016 (Hautes-Alpes : +0,4 %, France hors Mayotte : +2,11 %).
| 1793 | 1800 | 1806 | 1821 | 1831 | 1836 | 1841 | 1846 | 1851 |
| ---- | ---- | ---- | ---- | ---- | ---- | ---- | ---- | ---- |
| 550  | 492  | 516  | 541  | 564  | 601  | 637  | 551  | 541  |

| 1856 | 1861 | 1866 | 1872 | 1876 | 1881 | 1886 | 1891 | 1896 |
| ---- | ---- | ---- | ---- | ---- | ---- | ---- | ---- | ---- |
| 508  | 480  | 452  | 429  | 416  | 401  | 405  | 376  | 364  |

| 1901 | 1906 | 1911 | 1921 | 1926 | 1931 | 1936 | 1946 | 1954 |
| ---- | ---- | ---- | ---- | ---- | ---- | ---- | ---- | ---- |
| 360  | 370  | 374  | 319  | 301  | 278  | 267  | 237  | 215  |

| 1962 | 1968 | 1975 | 1982 | 1990 | 1999 | 2006 | 2007 | 2012 |
| ---- | ---- | ---- | ---- | ---- | ---- | ---- | ---- | ---- |
| 252  | 225  | 182  | 156  | 128  | 124  | 137  | 139  | 201  |

| 2017 | 2022 | - | - | - | - | - | - | - |
| ---- | ---- | - | - | - | - | - | - | - |
| 230  | 236  | - | - | - | - | - | - | - |

## Culture locale et patrimoine

### Lieux et monuments
- Village pittoresque (fontaine, porte sculptée),
- Chapelle de Champdarène.
- Chapelle Saint-Antoine-de-Padoue de Chaumenc.
- Chapelle des Moulinières.
- Chapelle Saint-Sixte de Bréziers.
- Église Saint-Marcellin du XVIIe siècle.

### Héraldique
| Blason de Bréziers | Blason  | D'azur au lion d'or armé et lampassé de gueules à la tierce du même brochante, au chef d'azur chargé de trois étoiles cousues de gueules.   |
| Blason de Bréziers | Détails | * Il y a là non-respect de la règle de contrariété des couleurs : ces armes sont fautives. Le statut officiel du blason reste à déterminer. |